# غويلرمو منديز
غويلرمو منديز (26 أغسطس 1994 ببايساندو في الأوروغواي - ) هو لاعب كرة قدم روماني في مركز الوسط. شارك مع منتخب الأوروغواي تحت 17 سنة لكرة القدم. أما مع النوادي، فقد لعب مع ستاندارد لييج ونادي ألكوركون ونادي سينت ترويدن.

## وصلات خارجية
- غويلرمو منديز على موقع الاتحاد الدولي (مؤرشف)  (الإنجليزية)
- غويلرمو منديز على موقع قاعدة بيانات كرة القدم.إي يو (الإنجليزية)
- غويلرمو منديز على موقع Soccerway.com (الإنجليزية)